# 沓掛峠
沓掛峠（くつかけとうげ）は、福島県会津若松市にある峠。

## 概要
江戸時代、陸奥国会津若松と白河の間を結んでいた白河街道、加えて陸奥国会津若松と二本松を結んでいた二本松街道のうち、上街道が経由していた。現在の同市一箕町付近にあり、峠の会津若松側にはかつて金山だったとされる金堀集落を挟んで滝沢峠が存在している。また、本峠付近で白河街道と二本松街道（上街道）が分岐していた。加えて峠付近には茶屋があったとされる。

### 現在の沓掛峠周辺
峠付近を国道49号旧道（現在は会津若松市道）が経由しているほか、他に付近を現在の国道49号、国道294号が経由している。また、国道49号と国道294号の分岐点付近は強清水と呼ばれ、飲食店などがあるほか、二本松街道が経由していた時代にも栄えていたとされる。